# Крупнозубый дельфин
Крупнозу́бый дельфи́н или гребнезубый дельфин (лат. Steno bredanensis) — вид морских млекопитающих семейства дельфиновых. Единственный представитель рода Крупнозубые дельфины (Steno). Вид впервые описан Жоржем Кювье в 1823 году. Родовое имя Steno происходит от греческого слова «узкий», относящегося к рылу, а видовое имя дано в честь Якоба ван Бреда, изучавшего записи Кювье.

## Описание
Длина тела от 209 до 283 см, нагрудный плавник длиной примерно 36—49 см, спинной плавник высотой 18—28 см, масса 90—155 кг, самцы крупнее самок. Окраска серая с белыми рассеянными пятнами. Наиболее явные отличительные признаки — коническая форма головы и тонкое рыло. У других видов дельфинов либо более короткое рыло, либо гораздо сильнее выпуклый лоб. Характерна также форма зубов — их поверхность шероховата и образована многочисленными узкими нерегулярными хребтами. Количество зубов составляет от 19 до 28 в каждой челюсти.

## Распространение
Это тропический и субтропический вид, который обычно живёт в глубоких океанических водах, на глубине не менее километра, часто — более полутора, за что его иногда называют глубоководным дельфином. Ареал распространяется на все три основных океана, представители вида редко выходят на север от 40° с. ш. и южнее 35° ю. ш. Тем не менее, в некоторых областях (например, у берегов Бразилии и Западной Африки) крупнозубый дельфин может встречаться в более мелких прибрежных водах. Встречается также во многих полузакрытых водоёмах таких, как Сиамский залив, Красное море, Мексиканский залив, Карибское море и Калифорнийский залив.

## Образ жизни
Питается головоногими моллюсками и рыбой, в том числе крупной рыбой, такой как Coryphaena hippurus. Живёт в небольших группах по 3—4 особи. Хищниками являются косатки и акулы.